# Agromyza brevispinata
Agromyza brevispinata är en tvåvingeart som beskrevs av Sehgal 1971. Agromyza brevispinata ingår i släktet Agromyza och familjen minerarflugor.
Artens utbredningsområde är Alberta. Inga underarter finns listade i Catalogue of Life.